# فالسيكيو دي غران كناريا
بلدية فالسيكيو دي غران كناريا (بالإسبانية: Valsequillo de Gran Canaria) هي بلدية تقع في مقاطعة لاس بالماس التابعة لمنطقة جزر الكناري جنوب غرب إسبانيا.

## الديموغرافيا
بلغ عدد سكان بلدية فالسيكيو دي غران كناريا 9.090 نسمة عام 2011 (وفقاً للمعهد الوطني للإحصاء الإسباني).
| 7.796 | 7.905 | 8.311 | 8.659 | 8.853 | 9.067 | 9.090 |